# Curvona (pjesma BrudBBB-a)
Curvona je pjesma i singl zagrebačkog glazbenog projekta i benda BrudBBB,objavljena 13. travnja 2020. godine na izdavačkoj kući Fantom Studio Production. Inspiriran pojavom i frustracijom posljedica novonastale COVID-19 pandemije, te nedavnim potresom koji je zahvatio Zagreb, Fantom se odlučuje napraviti novu pjesmu s BrudBBB-om. Curvona je objavljena 13. travnja 2020. s pratećim lyric videom.

## Pozadina
U veljači 2020. u Hrvatskoj je zabilježen prvi slučaj zaraze virusom SARS-CoV-2., te je uskoro počelo širenje virusa po zemlji što je dovelo do takozvanog lockdowna. Ovo naglo i vrlo zbunjujuće razdoblje dodatno je zakomplicirao potres koji je zahvatio Zagreb 22. ožujka 2020. Opće stanje panike i izgubljenosti dodatno se pojačalo među građanima, pa tako i unutar BrudBBB-a. Isfrustriran svim novim pojavama u državi i svijetu, Fantom se odlučio napisati i snimiti novu pjesmu s BrudBBB-om. Iako ovo nije bilo prvi puta da Fantom dijeli svoje vokale na BrudBBB izdanju, ovoga puta je to službeno naznačeno u obliku featuringa, gdje su oba člana benda snimili vokalne dionice. S obzirom na tadašnje stanje izolacije, duo je novu pjesmu snimio na daljini, te su glazba i dio vokala snimljeni u Laboratoriju, Fantom Studiju, a Brud je svoje vokale snimio u vlastitom kućnom studiju.   
Dajući intervju za glazbeni portal Underground novosti 2022., Brud je izjavio da je Curvona trebala biti nekakva mantra rastjerivanja te nesretne boleštine za koju nije iskreno mislio da će toliko trajat., dok je Fantom zaključio da je Curvona  jedna od najozbiljnijih pjesama koju imaju jer specifično govori o tom zbunjujućem razdoblju.   
Pjesma je službeno izašla 13. travnja 2020.   

## Lyric video
Paralelno sa snimanjem i miksanjem pjesme, u procesu izrade bio je i prateći lyric video za pjesmu, ujedno i prvi takav u povijesti benda. Video prati staru formulu benda, te je velik naglasak stavljen na licima prijatelja i poznanika benda. 
Pjesmu kroz gotovo cijeli video prate crno bijeli tonovi slika na plavoj pozadini, s rijetkim naglascima na određenim riječima, prikazujući zbunjenost i depresiju, da bi se na samome kraju vratile boje u obliku zelenih briježuljaka u znaku kraja pandemije i depresije.

## Stil i uzori
Curvona je melankolična pjesma koja u sebi obuhvaća elemente popa i funka.
'Kreba iz Krebe13 komentirao je kako ga refren neodoljivo podsjeća na pjesmu Billa Withersa Lovely Day, te izjavio da pretpostavlja da je bend ciljano napravio glazbeni omaž Withersu, naročito s obzirom na to da je Withers preminuo dva tjedna prije objave Curvone, razdoblja u kojem je ona i snimljena. Fantom je izjavio kako cilj 'nije nužno bio taj, ali da Withersa cijeni i da je moguće da mu se pjesma (Lovely Day) tih dana provlačila kroz glavu. Kasnije je u polu šali izjavio da mu imponira što je Withers napravio pjesmu po uzoru na Curvonu.

## Track listing
Digital single
| 1.   | »Curvona [BrudBBB featuring Fantom]« | 4:53 |
| 4:53 |                                      |      |

## Produkcija
- Brud - vokal
- Fantom – gitara, bas, klavijature, programiranje

- Autor glazbe i teksta: Fantom
- Produkcija: Fantom
- Miksanje i master: Fantom
- Snimljeno: Fantom Studio, BrudBBB Studio

## Vanjske poveznice
- Bandcamp Službena Bandcamp stranica BrudBBB-a
- #BrudBBB Instagram
- Lyrics.com
- YouTube službeni YouTube kanal izdavačke kuće Fantom Studio Production